# 独特社会

魁北克省在加拿大的位置

“独特社会”（法語：la société distincte）是一个加拿大政治术语。“独特”是指魁北克省在加拿大联邦当中的独特性，然而其具体含义含糊不清且备受争议。它主要被使用在1980年代下半叶至1990年代初的加拿大宪法争议当中，并出现在米奇湖协议和夏洛特敦协议这两个失败的宪法修正案中。

## 米奇湖协议
1987年达成的米奇湖协议提出了多个宪法修正案，其中就包括了在《1867年英属北美法案》中加入“独特社会”一词作为新增第2条的一部分（原来的第2条当时已被废除）。若协议通过，加拿大宪法将承认魁北克与加拿大其他部分的不同，并可能间接承认魁北克为一个国族。用作家玛乔丽·鲍克的话来说，“独特社会”主要指魁北克的“法律、语言和文化”（" its laws, its language and its culture")。 魁北克省议会也在协议中被认为有权保护魁北克的独特性。
协议中是否应该用国族（nation）一词指魁北克这一问题受到广泛争议。使用国族一词很有可能注定其在加拿大其他地方被反对。然而，“独特社会”这一委婉用语仍然使英裔加拿大人感到震惊。加入“独特社会”一词也是此协议在其他省份失败的部分原因。一些批评者，例如加拿大改革党，认为此修正案给予魁北克特殊待遇并与其所有省份都是平等的愿景相违背。也有其他人认为如果魁北克省议会被赋予保护和提倡魁北克独特性的权力，省政府将可能决定魁北克必须完全独立来保持其独特性。
魁北克省长罗伯特·布拉萨（自由党）是独特社会条款的主要倡导者。他认为给予魁北克权力模糊不清所以对其的定义将处于省议会的权力内。当时的加拿大总理布赖恩·马尔罗尼（进步保守党）则对这条款的法律影响有着更低的期待。 《马尔罗尼秘密磁带》一书后来提到马尔罗尼曾告诉时任纽芬兰省长的克莱德·韦尔斯独特社会“啥意义都没有”（“means dick”）。
宪法学者彼得·霍格也认为独特社会条款没有特别大的实际司法影响。他在1988年写道独特社会条款是“对社会事实的肯定并无显著法律意义”。他认为该条款只是指出魁北克是唯一一个法语人群占多数的省份也是仅有的使用欧陆法系的省份这个事实。他还认为协议中唯一给予魁北克更多实权（相对于其他省份）的地方是关于移民政策方面。因此他指出加入独特社会条款的主要司法影响在于如何解读宪法的其他条文，虽然这个影响并无太多实际实际作用。 这一条款并不会给魁北克实权，但它确认了魁北克已有的提倡独特性的权力，而且行使这些权力会受到《加拿大权利与自由宪章》的限制。虽然魁北克政府仍能通过宪章第1条以提倡独特性为由侵犯一个宪法权利，但第1条会要求把侵害降到最小。该协议也指出独特社会条款不会削弱加拿大被宪章第27条所保护的多元文化主义或是被宪章第25条和其他宪法条款所保护原住民权利。
米奇湖协议没有在1990年的公投中通过，导致联邦政府和各省政府开始夏洛特敦协议的谈判。

## 夏洛特敦协议
米奇湖协议被否决后，夏洛特敦协议在1992年又提出了多个宪法修正案。它提出在宪法中加入一条“加拿大条款”（英語：Canada Clause）。该条款也承认魁北克为一个独特社会。在协议当中，“独特社会”被更明确的定义为“法语多数群体、独特的文化以及欧陆法系传统”，同时协议也指出宪章应在考虑到这一点的情况下被解释。夏洛特敦协议在当年的公投中像米奇湖协议一样被否决。

## 1995年公投及之后
1995年魁北克公民投票的组织前期，加拿大总理让·克雷蒂安反对将魁北克认作独特社会。然而他在实际投票的前夕扭转了他的立场。但当时的安大略省（加拿大人口最多的省）省长麦克·哈里斯仍拒绝支持一个有关独特社会问题的宪法修正案。加拿大國会下议院的一个决议支持了对魁北克独特社会的承认。下议院的这份决议请求政府机关“注意这个承认并在它的指导下行事”。
由于米奇湖和夏洛特敦协议的失败，“独特社会”一词的使用也渐渐减少。在魁北克“国族”（nation）取代了“独特社会”来描述魁北克的社会与人民。2006年11月27日，加拿大下议院通过决议“承认魁北克人组成了统一的加拿大内的一个国族。”由于这仅是一个下议院决议，它并无法律效力。
由于“独特社会”（distinct society）大多被支持魁北克独立的民族主义者使用，很多魁北克联邦主义人士使用different（不同）或unique（独特，有别于distinct）作为委婉用语来描述魁北克。比如1997年卡尔加里宣言就将魁北克描述为unique（独特）。